# Onitis cribratus
Onitis cribratus là một loài bọ cánh cứng trong họ Bọ hung (Scarabaeidae).